# 마르세유 3부작
마르세유 3부작은 마르셀 파뇰의 마리우스, 파니, 세자르의 세 희곡에 붙여진 이름이다. 또한 파뇰이 각색한 영화 작품이기도 하다(그리고 그는 세 번째 작품에서 감독 역할을 수행했다).

## 기원
1960년, 희곡 <뵐르망 아가씨의 결혼> 의 50주년 기념 행사에서 브뤼셀 청중에게 헌정된 메시지에서, 마르셀 빠뇰은 이 작품의 기원에 대해 이야기한다.
1925년 경, 파리에서는 고립된 느낌이 들었기 때문에, 나는 내가 마르세이유를 좋아한다는 것을 깨달았고 마르세이유에 관한 작품을 쓰면서 이러한 애착을 표현하고 싶었다. 친구들과 연장자들은 내가 그 작품을 쓰는 것을 말렸다 : 특징적인 억양을 쓸 뿐더러 괴상한 옷을 입은 등장인물들이 등장하는 지역색 강한 작품은 부슈뒤론(Bouches-du- Rhône) 윗쪽 지방과 심지어는 마르세이유에서도 분명히 받아들여지지 않을 것이며, 아마추어의 일로 여겨질 것이라고, 그들은 나에게 말했다.  나는 이 이유들이 충분한 근거가 있다고 느꼈고 나의 프로젝트를 단념했다 : 하지만, 1926년에, 나는 <뵐르망 아가씨의 결혼>이 상연되는 것을 보았다; 이 걸작은 이미 16년 전에 만들어졌고 이 작품의 성공은 전세계 상연을 가능케 했다.  그날 저녁에, 나는 지역적이지만 굉장히 솔직하고 진실된 작품이라면 국가의 문학적인 자산으로 남을 수 있고 전세계 사람들의 마음에 들 수 있다고 생각했다. 따라서, 퐁송(Fonson)과 뷔셸러(Wicheler)가 브뤼셀을 위해서 했었던 것을 나는 마르세이유를 위해서 해보고자 했다. 따라서 벨기에 양조업자는 세자르의 모티브가 되었고, 작품이 만들어진지 17년 만에 매력적인 아가씨 뵐르망은 마리우스의 모티브가 되었다. 브뤼셀 코미디가 탄생시킨 또다른 등장인물 또한 있다: 그의 이름은 브륀(Brun)씨인데, 꽤 역설적이게도 그는 파리지앵 알베르 델피에르(Albert Delpierre)의 사생아이다. 실제로 나는 그의 억양이 뵐르망 가족의 억양과 우스꽝스러운 대조를 이루도록 했고, 그 억양이 작품 내에서 브뤼셀적인 색깔을 돋보이게 하도록 만들었다. 그것이 내가 세자르의 마르세이유 바에서 리옹 사람을 등장시킨 이유이다. 

## 줄거리
- 마리우스 : 마르세유의 오래된 항구에서 그의 아버지 세자르가 주인인 Bar de la Marine에서 일한다. 하지만 그는 먼 곳(바람 아래 있는 섬)을 향해 떠나는 것만을 꿈꾼다. 바다의 부름과 파니를 향한 그의 사랑 모두에 사로잡혀서 마리우스는 그의 계획을 포기하고 결국 그에게 몸을 맡긴 파니와 결혼하게 된다. 세자르와 오노린은 그들을 결혼시키기 위한 준비가 되어있었지만, 마리우스는 자신의 바다를 향한 광기에 다시 사로잡힌다. 스스로를 희생한 파니에 의해 부추겨져 욕망을 억누를 수 없었던 마리우스는 출항하는 « La Malaisie<la malaisie=""> »에 승선한다. 절망한 파니는 눈물을 참고 세자르에게 그의 아들이 떠났다는 사실을 숨기지만 세자르가 그녀에게 그들을 위해 마련해놓은 방을 보여줬을 때 기절하고 만다. 그리고 마리우스는 그런 파니를 버리고 떠난다. </la>
- 파니 두 달 전 떠난 마리우스에게 소식이 없고, 파니는 마리우스의 아이를 가진 것을 발견한다. 명예를 지키기 위해 그녀의 어머니 오노린은 파니스와 결혼할 것을 요구하는데, 그는 아내를 잃은 부유하고 다정한 사람이며 아이가 없어서 그녀와 결혼하면 이미 아이가 생길 것임을 알고 기뻐한다. 세자르는 우선 화가 나지만 파니의 말을 따른다. 하지만, 그 아이가 태어나자마자 마리우스가 다시 나타나고 그는 멀리 떠나고픈 소망으로부터 벗어난 상태다. 그는 파니와 자신의 아들 세자리오를 되찾고 싶어한다. 하지만 파니, 파니스와 특히 세자르는 반대한다. 마리우스는 자신의 부재(그것이 자신의 뜻이 아니었더라도) 때문에 그의 아버지의 결정에 수긍해야 한다. 결코 그의 것이 아닌 아이는 관심을 받으며 행복하게 산다.
- 세자르 : 20년 뒤에 파니스가 죽은 후 사제를 끈질기게 요청한 세자리오는 그의 생물학적 아버지가 대부 세자르의 아들인 마리우스라는 것을 알게 된다. 그는 불량배까지는 아니지만 일종의 아웃사이더로 살고 있었다. 그에 대해 아무것도 의심하지 않기 위해서 세자리오는 익명으로 그를 만나기로 결심하여 마리우스가 자동차 정비공장 주인으로 일하고 있는 툴롱으로 배를 타고 간다. 툴롱의 작은 만에서 단 둘이 낚시를 하는 중에, 그는 감수성이 예민하고 부드럽고 몽상가적인 그의 아버지의 모습을 발견한다. 하지만 마리우스의 사원인 페르낭의 허무맹랑한 날조 때문에 그의 마음 속에서는 새롭게 중대한 의심이 싹튼다. 마리우스는 종양을 제거하고 그의 아들 앞에서, 그의 아들을 위해서 그의 과거에 대한 진실과 그 자신에 대해서 설명하기 위해서 마르세유로 돌아가기로 처음으로 결심한다. 그 후에 세자르와 파니와 함께 비통한 설명을 들은 뒤 세자리오는 그의 부모님이 그에게 그들의 청춘과 사랑을 희생했다는 것을 이해한다. 그는 배우자와 헤어지고 독립된 상태의 마리우스와 파니가 결국 20년 뒤에도 변함 없었던 그들의 사랑을 되찾고 누릴 수 있도록 세자르와 함께 노력한다.